# 1898 no teatro

## Nascimentos
| Data            | Nome              | Profissão                         | Nacionalidade                              | Observações | Ref   |
| --------------- | ----------------- | --------------------------------- | ------------------------------------------ | ----------- | ----- |
| 28 de janeiro   | Vasco Santana     | ator                              | Reino Unido de Portugal, Brasil e Algarves | m. 1958     | [ 1 ] |
| 10 de fevereiro | Bertolt Brecht    | dramaturgo, poeta e encenador     | Alemanha                                   | m. 1956     | [ 2 ] |
| 14 de maio      | Chianca de Garcia | dramaturgo, jornalista e cineasta | Reino Unido de Portugal, Brasil e Algarves | m. 1983     |       |
| 8 de julho      | Procópio Ferreira | ator e diretor                    | Brasil                                     | m. 1979     |       |

## Mortes
| Data       | Nome                     | Profissão                   | Nacionalidade | Observações | Ref |
| ---------- | ------------------------ | --------------------------- | ------------- | ----------- | --- |
| 7 de março | Joaquim da Costa Cascais | militar, poeta e dramaturgo | Portugal      | n. 1815     |     |